# Гросс, Михаэль
Михаэль Гросс (нем. Michael Groß, род. 17 июня 1964 года во Франкфурте-на-Майне, ФРГ) — западногерманский пловец, обладатель трёх золотых олимпийских медалей, многократный чемпион мира, Европы и ФРГ, экс-рекордсмен мира на дистанциях 100 м и 200 м баттерфляем и 200 м вольным стилем.
- 5-кратный чемпион мира (1982-91) и пятикратный вице-чемпион мира
- 13-кратный чемпион Европы (1981—1987)
- Лучший пловец года в мире в 1985 году
- 5 раз подряд признавался лучшим пловцом года в Европе (1982—1986)
- 4 раза признавался лучшим спортсменом года в ФРГ (1982—1984 и 1988)

Гросс стал первым западногерманским пловцом — олимпийским чемпионом. Известен также под прозвищем Альбатрос, которое получил из-за огромного размаха рук — 213 см.
До сих пор является рекордсменом Германии на дистанции 200 м баттерфляем (с 1986 года) и в эстафете 4×200 м вольным стилем (с 1987 года).
Плавать научили родители в возрасте 4-х лет. С 10-ти лет начал заниматься в плавательном клубе «Оффенбах», с 12-ти тренировался регулярно, три раза в неделю.
Выступая на до 20 турнирах в год, считал плавание своим хобби.
Изучал литературу и журналистику в университете Франкфурта-на-Майне, окончил университет в 1994 году.